# Vườn quốc gia Núi lửa Isluga
Vườn quốc gia Núi lửa Isluga (phát âm tiếng Tây Ban Nha: [isˈluɣa]) là một vườn quốc gia nằm trong dãy núi Andes, trong khu vực Tarapacá, gần với Colchane và nằm về phía nam của Khu dự trữ sinh quyển Lauca. Nó có diện tích 1.747 km² với độ cao dao động từ 2.100 đến 5.550 mét. Vườn quốc gia được đặt theo tên của Núi lửa Isluga cao 5.550 mét, và là ngọn núi cao nhất ở vườn quốc gia.
Ngoài ra, một số đỉnh núi khác trong vườn quốc gia bao gồm Qinsachata, Tatajachura và Catarama.
Cư dân chính tại đây là các loài thực vật núi cao, chủ yếu là xương rồng và Polylepis. Ngoài ra, đây còn là nơi mang giá trị văn hóa của người Aymara bao gồm một số khu vực tổ chức nghi lễ như nhà thờ Isluga.